# Aphilopota castellana
Aphilopota castellana là một loài bướm đêm trong họ Geometridae.